# БК-5
«Бегущий кабан» БК-5 — однозарядная произвольная винтовка калибра 5,6 мм созданная на Ижевском машиностроительном заводе на базе модели «Урал-5-1» взамен винтовки БК-3. Предназначалась для стрельбы по движущейся силуэтной мишени в виде дикого кабана на дистанции 50 м. С её помощью была завоевана бронзовая медаль на Олимпийских играх 1988 года в Сеуле.

## Конструкция
Форма ложи винтовки приближена к охотничьей, ложа оснащена регулируемыми щекой и затылком. Оружие оснащено специальным десятикратным оптическим прицелом с двумя марками. Прицельные марки имею независимую регулировку, и каждая из них может быть выставлена на своё упреждение в зависимости от скорости мишени. В комплект поставки оружия входит шести- или десятикратный оптический прицел.

## Страны-эксплуатанты
- СССР
- Молдова - винтовка сертифицирована в качестве спортивного оружия[1]
- Россия - винтовка сертифицирована в качестве спортивного оружия[2]